# Konstantin von Kaufmann

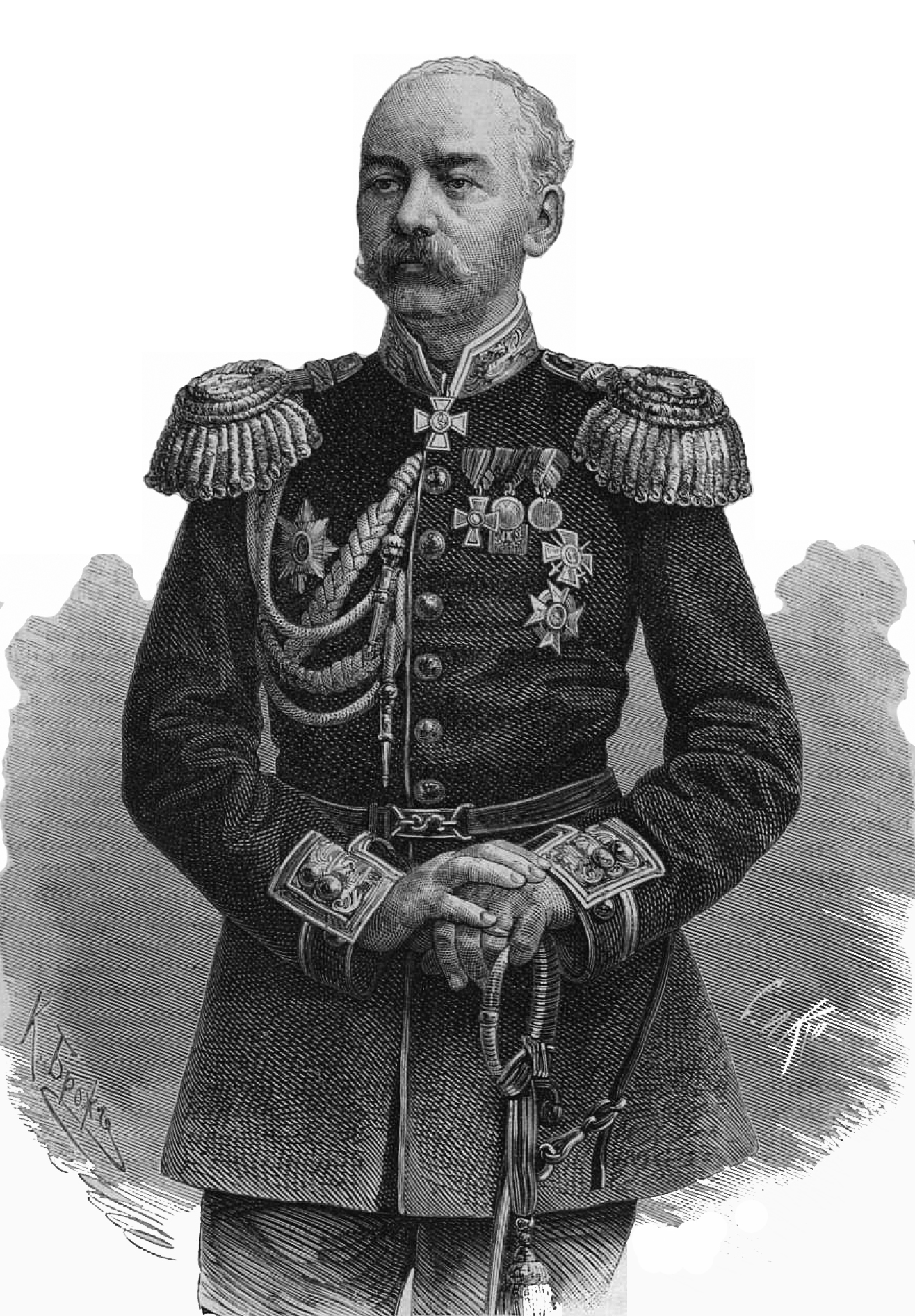
Von Kaufman in 1873

Konstantin Petrovitsj von Kaufmann (Russisch: Константи́н Петро́вич фон-Ка́уфман) (Dęblin, 2 maart 1818 – (Tasjkent (Oblast Syr Darja), 16 maart 1882) was een Russische militair en bestuurder. Hij was de eerste gouverneur van het generaal-gouvernement Turkestan.

## Levensloop

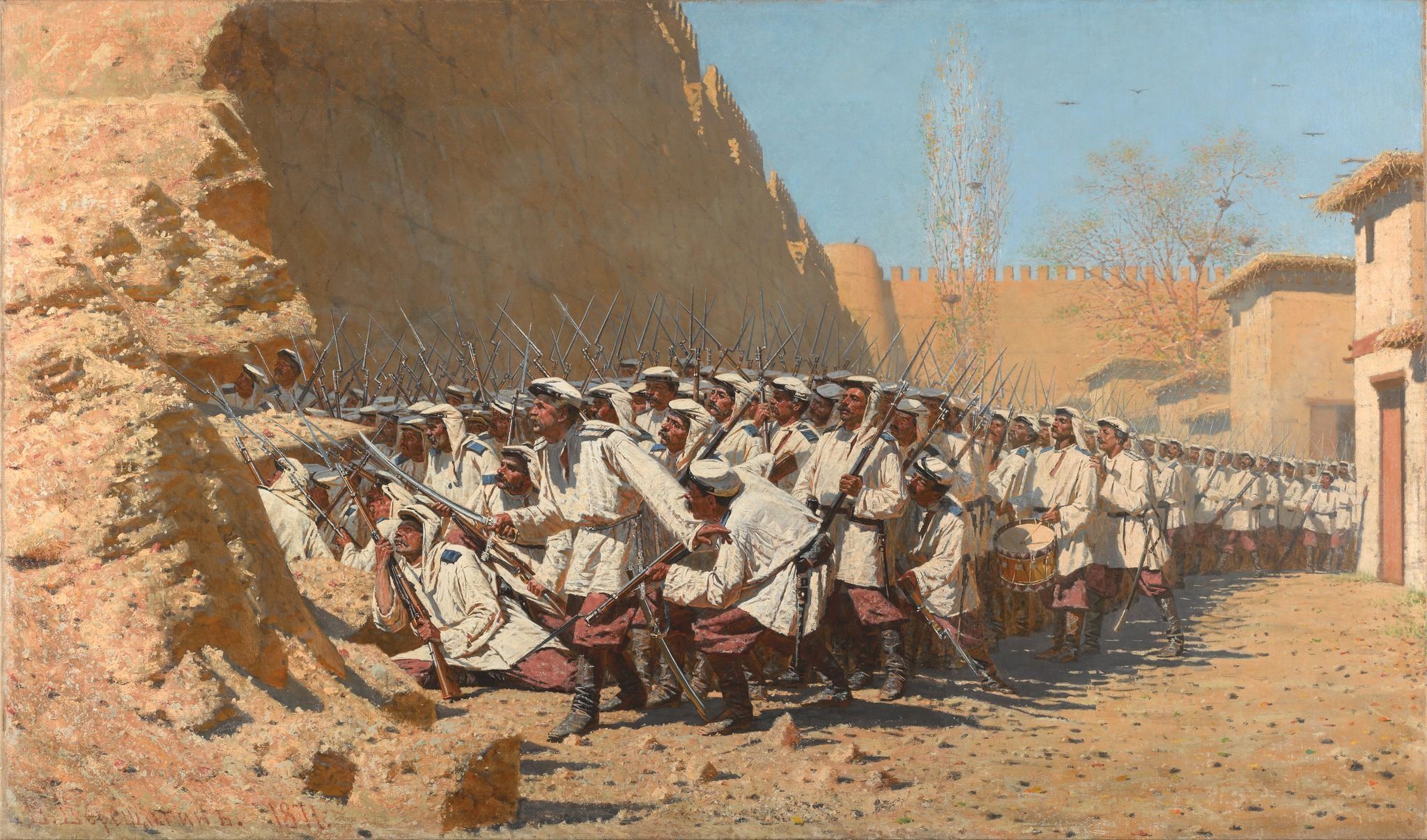
Een schilderij van Vasili Veresjtsjagin, die Von Kaufman begeleidde op zijn militaire expedities

Zijn familie had Oostenrijkse wortels, maar was al meer dan honderd jaar in dienst van de tsaar. Von Kaufman volgde een opleiding tot militair ingenieur, vocht mee tijdens verschillende campagnes in de Kaukasus en bereikte in 1855 de rang van kolonel. Tijdens de Krimoorlog commandeerde hij de sappeurs. Na de capitulatie van Kars onderhandelde hij met generaal William Fenwick Williams over de eisen van overgave. In 1861 kwam hij direct te werken onder de Russische minister van Oorlog Dmitri Miljoetin die het leger moest reorganiseren. Twee jaar werd hij benoemd tot gouverneur van Vilnus waar het tsarenbewind op dat moment de macht van de Poolse aristocratie op het platteland probeerde te breken.
Von Kaufman werd in 1867 benoemd tot gouverneur-generaal van Gouvernement-generaal Turkestan en behield die positie tot zijn dood vijftien jaar later. Hij maakte naam voor zichzelf bij de verdere uitbreiding van het Russische rijk in Centraal-Azië. Op het moment dat hij in de regio arriveerde hadden de Russen al een groot deel van het Kanaat Kokand geannexeerd, waardoor de rol hiervan nog slechts marginaal was. In een succesvolle militaire campagne tegen het Emiraat Boechara veroverde Von Kaufman eerst de stad Samarkand en in de jaren daarna langzaam de rest van het emiraat. In 1873 viel het Kanaat Xiva ten prooi aan de Russen en kreeg de status van protectoraat. In 1875 werd het nog onafhankelijke deel van het Kanaat Kokand ingelijfd na een opstand tegen de Russen. De snelle opmars in Centraal-Azië baarde de Britten  zorgen, die de Russische aanwezigheid in de regio als een bedreiging zagen voor haar belangen in Brits-Indië. Toen Sjer Ali Khan, de emir van Afghanistan, een gezantschap dat Von Kaufman had gestuurd hartelijk ontving, was dat voor de Britten de druppel. In 1878 namen zij Afghanistan in.
Als bestuurder genoot Von Kaufman een grote onafhankelijkheid. Nergens anders in het Russische rijk had een gouverneur-generaal zoveel zeggenschap. Dat had onder te maken met de geïsoleerde ligging van het gouvernement. Het duurde twee maanden om van het Europese deel van Rusland over de steppe Centraal-Azië te bereiken. Ook was er onder de tsaristen weinig optimisme dat de grotendeels islamitische streek voldoende geïntegreerd kon worden in het grote rijk. Von Kaufman mocht voor eigen rekening onderhandelingen voeren met omliggende landen, mocht zelf belastingen instellen en zijn begroting bepalen.
Von Kaufman maakte er werk van het nieuw veroverde gebied in kaart te brengen. Zo nam hij het initiatief tot verschillende expedities, waar ook botanici en statistici deel van uitmaakten. De lokale krant gebruikte hij om de ingewonnen informatie naar buiten te brengen.